# Hans Ehrenbaum-Degele
Hans Ehrenbaum-Degele (* 24. Juli 1889 in Berlin; † 28. Juli 1915 am Narew) war ein deutscher Lyriker und Herausgeber.

## Leben
Hans Ehrenbaum-Degele entstammte väterlicherseits einer Bankiersfamilie und mütterlicherseits einer Künstlerfamilie; seine Mutter war die Tochter des Opernsängers Eugen Degele. Er studierte gemeinsam mit Friedrich Wilhelm Murnau, der später auch sein Lebensgefährte wurde, Philologie in Berlin und Kunstgeschichte und Literatur in Heidelberg. In Berlin kam er in Kontakt mit Künstlerkreisen. 1911 erschienen seine ersten Gedichte u. a. in Der Sturm (Hrsg. Herwarth Walden) und in Die Bücherei Maiandros (Hrsg. Alfred Richard Meyer), die ihn zu einem wichtigen Vertreter des deutschen Frühexpressionismus werden ließen.  In den Jahren 1912 und 1913 trat er in Kurt Hillers Kabarett Gnu auf. Ab 1913 gab er zudem gemeinsam mit Robert Renato Schmidt, Ludwig Meidner und Paul Zech die Zeitschrift Das neue Pathos heraus. Kurt Erich Meurer widmete ihm und Paul Zech seinen 1913 erschienenen Gedichtband Jeder Tag hißt Fahnen.
Vier Tage nach seinem 26. Geburtstag fiel Ehrenbaum-Degele als Leutnant 1915 an der Ostfront bei den Kämpfen am Fluss Narew im heutigen Polen. Nach seinem Tod veröffentlichte Else Lasker-Schüler, in deren Texten Ehrenbaum-Degele als Tristan besungen wird, das Gedicht Hans Ehrenbaum-Degele. 1917 erschien eine Gedichtsammlung Ehrenbaum-Degeles mit einem Vorwort von Paul Zech im Insel Verlag.

## Werke
- Die Gräfin von der Wart. Ein Trauerspiel in fünf Akten. (Karlsruhe-Leipzig, Dreililien-Verlag 1912)
- Kreuzfahrt. Verse. (Hamburg, Kugel-Verlag 1913)
- Der Werkmeister. Vorspiel zu einem Drama. (Berlin, E.W. Tieffenbach 1913)
- Gedichte. (Leipzig, Insel-Verlag 1917; Nachdruck 1973)
- Das tausendste Regiment und andere Dichtungen. Hrsg. v. Hartmut Vollmer (Siegen, Universität-Gesamthochschule 1986)
- Hans Ehrenbaum-Degele. Versensporn – Heft für lyrische Reize Nr. 33 (Jena, Edition Poesie schmeckt gut 2018)

Herausgegebene Werke
- Das neue Pathos. (Berlin, E.W. Tieffenbach 1913/14)